# راینو (کشتی‌گیر حرفه‌ای)
راینو (انگلیسی: Rhyno؛ زادهٔ ۷ اکتبر ۱۹۷۵) کشتی‌گیر کشتی حرفه‌ای و بازیگر سینما اهل ایالات متحده آمریکا است.